# Annie Guéhenno
Annie Guéhenno (née Anne Marie Rospabé) est une résistante et écrivaine française, née le 17 septembre 1916 à Tréguier et morte le 28 avril 2006 dans le 13e arrondissement de Paris.

## Biographie

### Enfance
Née Annie Rospabé, elle est la fille d'instituteurs bretons et naît à Tréguier le 17 septembre 1916.
Elle étudie les lettres et l'histoire de l'art jusqu'en 1942 à la Sorbonne.

### Seconde Guerre mondiale
En mars 1943, elle est recrutée par le directeur du Bureau des opérations aériennes, Paul Schmidt, pour lequel elle sert d'abord de messagère. En juin 1943, elle devient agent de liaison P2 pour les équipes de parachutage en Normandie, en Bretagne et en Touraine. En janvier 1944, elle participe à des opérations destinées à récupérer l'avion que Pierre Brossolette doit prendre pour retourner à Londres. Le 8 juin 1944, elle est arrêtée par la Gestapo. Elle est enfermée dans une prison d'Angers, torturée puis déportée vers Ravensbrück. Pendant un bombardement qui force l'arrêt du train qui la mène au camp de concentration, elle parvient à s'évader.

### Après la guerre

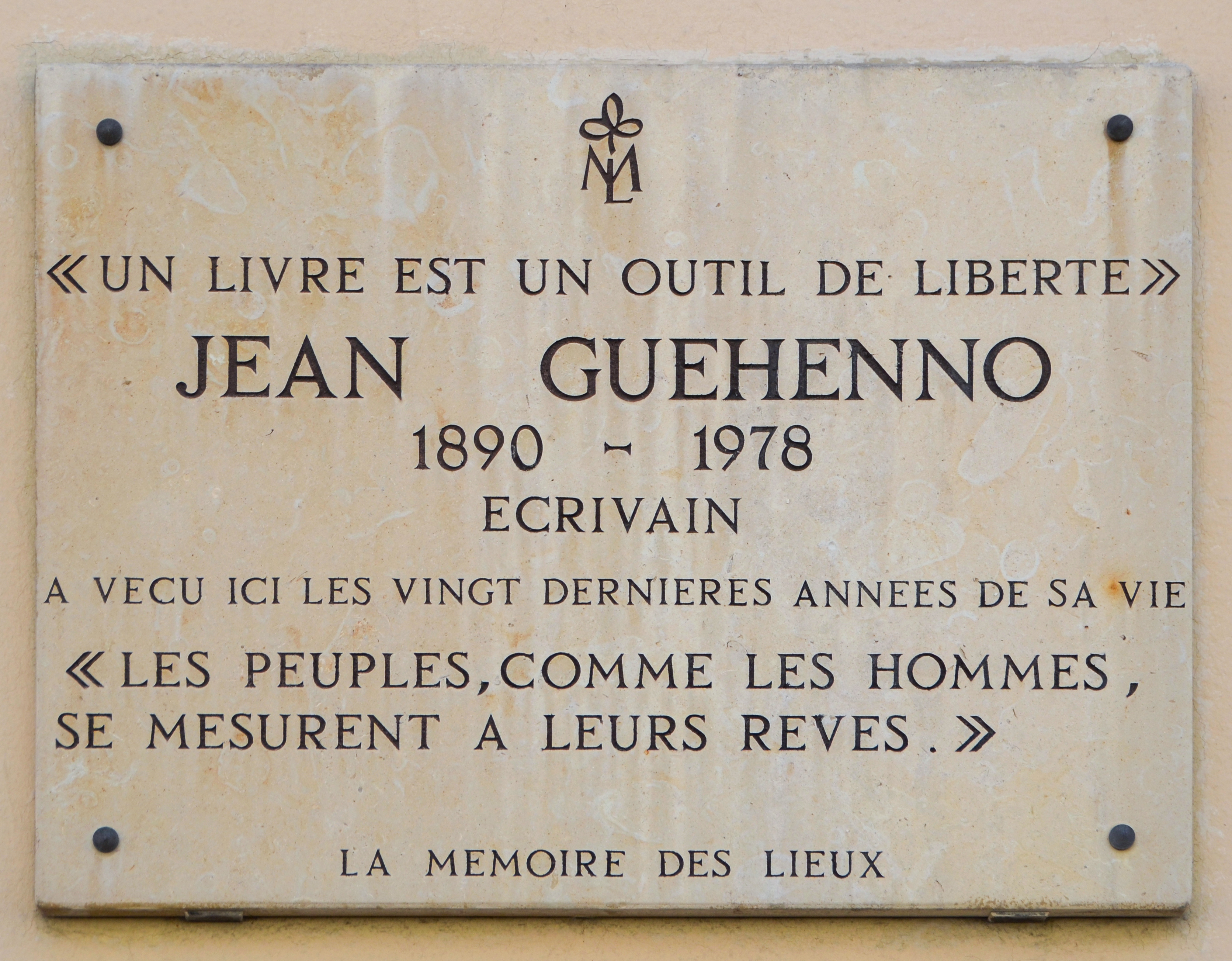
Plaque commémorative de la maison où vécurent Annie et Jean Guéhenno.

En 1945, elle est nommée professeure à l'Institut français de Lisbonne. En octobre 1945, elle rencontre Jean Guéhenno, qui y fait escale avant de partir représenter le gouvernement français en Amérique latine. Ils se marient en décembre 1946. À partir de ce mariage, Annie Guéhenno se dédie à l'œuvre de son mari, dont elle dactylographie les textes et gère les publications. Ils ont un fils en 1949, Jean-Marie Guéhenno.
En 1968, elle publie L'Épreuve, un récit autobiographie sur son engagement dans la Résistance. Le livre reçoit le Prix Femina Vacaresco et est traduit en plusieurs langues.
En 1973, elle publie une autobiographie, La Maison Vide.
En 1979, elle rassemble les études publiées entre 1929 et 1935 par son mari dans la revue littéraire Europe et les fait publier à titre posthume sous le titre Entre le passé et l'avenir,.
Elle meurt à Paris le 28 avril 2006, à l'âge de 89 ans.

### Publications

#### Autobiographies
- L'Épreuve, éditions Grasset, 1968
- La Maison Vide, éditions Grasset, 1973